# 400308 Antonkutter
400308 Antonkutter este o planetă minoră (asteroid) din centura de asteroizi. A fost descoperită pe 13 octombrie 2007 la Gaisberg⁠(d) de Richard Gierlinger⁠(d) și a fost numită după Anton Kutter⁠(d). 
Obiectul prezintă o orbită caracterizată de o semiaxă mare de 2,549319217345 UAi, o excentricitate de 0,12, o înclinație de 6,2 ° în raport cu ecliptica.